# هاوسویل (کنتاکی)
هاوسویل (به انگلیسی: Hawesville) شهری در ایالت کنتاکی کشور ایالات متحده آمریکا است که جمعیت آن در سرشماری سال ۲۰۱۰ میلادی، ۹۴۵ نفر بوده‌است.